# Solenopsis invicta
Espèce
Synonymes
- S. saevissima var. wagneri (Santschi)
- S. wagneri (Santschi)

Solenopsis invicta, parfois appelée fourmi de feu, est l'une des 266 espèces de fourmis du genre très commun Solenopsis.
Bien qu'elle soit originaire d'Amérique du Sud, elle est maintenant plus connue aux États-Unis, en Australie, à Taïwan, aux Philippines et dans le sud de la Chine (province de Guangdong). En janvier 2005, plusieurs  fourmilières de cette espèce ont été découvertes dans le nord de Hong Kong. Par la suite, après une inspection complète, on a trouvé plusieurs centaines de fourmilières dans différents quartiers de Hong Kong. On a également signalé des fourmilières à Macao, l'ancienne enclave portugaise qui jouxte la province de Guangdong. Elles ont été introduites aux Philippines par un avion cargo arrivé en juillet 2005 à Manille en provenance du Texas via la Californie. Enfin, 88 nids sont repérés durant l’hiver 2022/2023 près de Syracuse, en Sicile.
Des colonies ont été introduites accidentellement aux États-Unis dans les années 1930 par le port de Mobile, dans l'Alabama. Des cargos en provenance de l'Amérique du Sud (plus probablement l'Argentine selon les dernières études d'entomologistes américains, mais peut-être le Brésil), à quai à Mobile, ont déchargé des marchandises infestées par ces fourmis. Depuis lors, elles se sont répandues de l'Alabama dans la plaine côtière et dans le piémont de la quasi-totalité des États du sud-est des États-Unis. Leur introduction accidentelle en Australie s'est produite de la même façon en 2001.
L'espèce est inscrite depuis 2022 sur liste des espèces exotiques envahissantes préoccupantes pour l'Union européenne. Cela signifie que cette espèce ne peut pas être importée, élevée, transportée, commercialisée, ou libérée intentionnellement dans la nature, et ce nulle part dans l’Union européenne.

## Risques et dangers
Bien que leurs piqûres soient rarement dangereuses pour les grands animaux, elles peuvent tuer des animaux plus petits, comme des oiseaux. Elles sont capables de tuer un veau nouveau-né si celui-ci ne se dresse pas sur ses pattes assez vite.
Les piqûres, bien que douloureuses, ne mettent pas en péril la vie de l'homme, mais quelques rapports médicaux ou d'entomologie médicale ont signalé une réponse anaphylactique chez un enfant piqué et de rares attaques de fourmis sur des résidents d'établissements de santé ou de maisons de retraite (patients immobiles et/ou déficients cognitifs) (6 cas connus entre 1994 et 2004). L'une des victimes a présenté une réaction anaphylactique et 4 sont décédées dans les 7 jours après l'attaque. Ces fourmis avaient été signalées quelques jours avant les attaques (qui peuvent créer une obstruction des voies respiratoires, une aggravation d'un mauvais état de santé préexistant ou une anaphylaxie).
Des recommandations ont été publiées pour limiter les risques de pénétration d'établissements de santé et mieux réagir en cas de piqûres.

## Généralités
Les fourmis de feu sont plus agressives que la plupart des espèces de fourmis autochtones et se distinguent par leur piqûre douloureuse (1,2 sur l'échelle de Schmidt). Lorsqu'un animal ou une personne marche par inadvertance sur un de leurs tumulus, elle provoque une effervescence des insectes qui essaiment rapidement et attaquent en masse. Les fourmis sont réceptives aux phéromones émises par la première fourmi attaquante. Les fourmis se forment alors en essaim et piquent immédiatement et indistinctement au moindre mouvement.

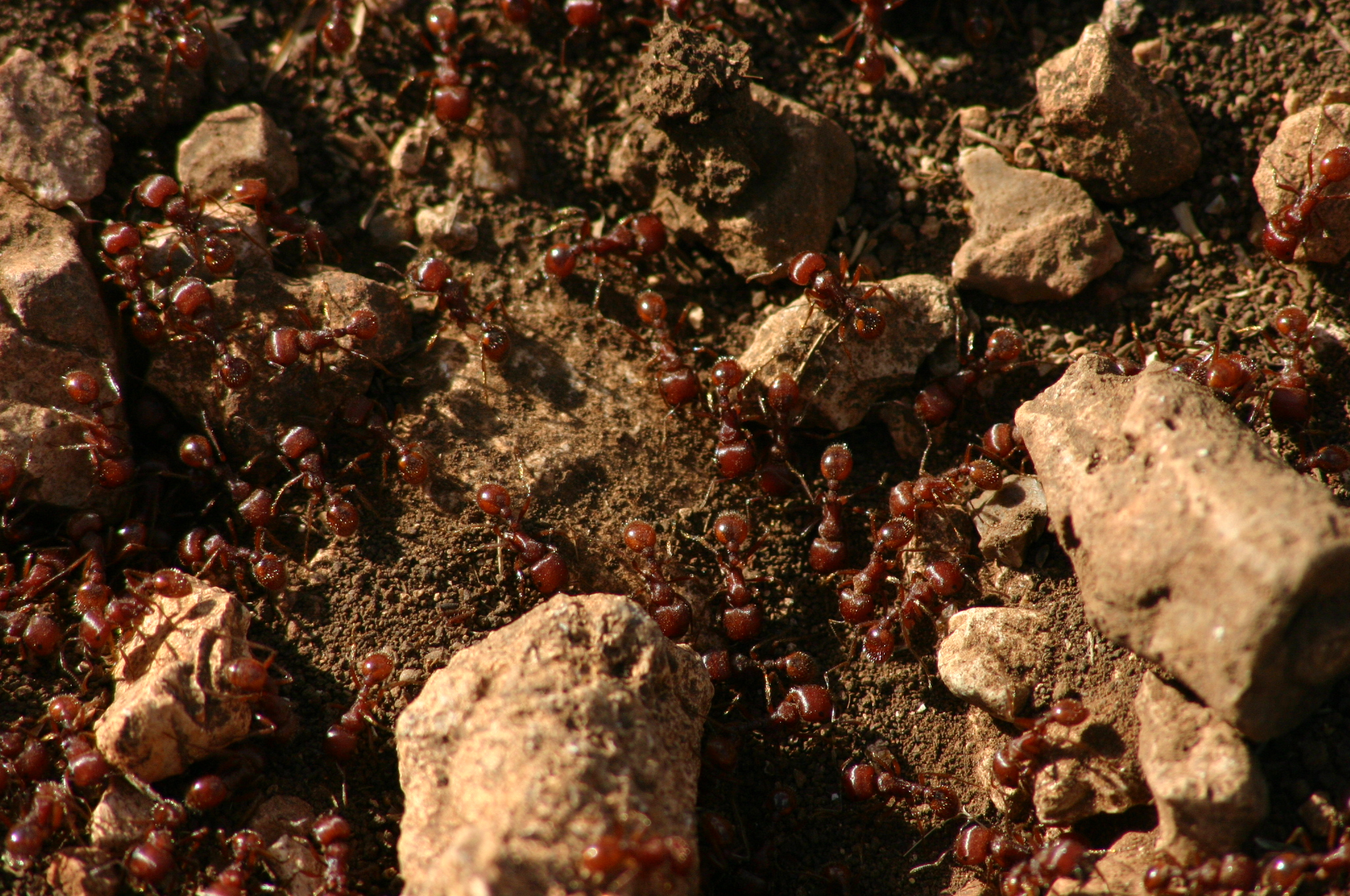
Fourmis Pogonomyrmex sp : une des espèces menacées par Solenopsis invicta.

Elles concurrencent efficacement les autres espèces de fourmis et ont réussi à agrandir leur aire de répartition, notamment aux États-Unis, où elles se sont répandues progressivement vers le nord et l'ouest malgré tous les efforts faits pour les combattre. De nos jours, elles sont présentes dans la plupart des États du Sud, en particulier le Texas, l'Oklahoma, la Louisiane, l'Arkansas, le Mississippi, l'Alabama, le Tennessee, la Géorgie, la Floride, la Caroline du Nord, la Caroline du Sud, le Maryland et la Virginie. Il n'est pas rare de voir soudainement apparaître plusieurs fourmilières dans un jardin ou un champ agricole, apparemment du jour au lendemain.
Au moins une collectivité se sert de la présence des fourmis de feu comme d'un argument publicitaire : Marshall (Texas) héberge un  festival annuel de la fourmi de feu.
Les fourmis de feu sont toujours en mouvement, voyageant d'une région à l'autre dans les mottes de gazon, les racines de  plantes de pépinières ou d'autres produits agricoles. Elles sont nuisibles non seulement à cause de la douleur qu'elles peuvent infliger, mais aussi du fait des tumulus qu'elles édifient, endommageant les racines des plantes et provoquant des pertes de récoltes.
Les fourmis de feu sont très résistantes. Elles sont adaptées tant aux inondations qu'aux sécheresses. Quand elles sentent le niveau de l'eau monter dans leurs nids, elles se rassemblent pour former une grosse boule, sorte de radeau capable de flotter sur l'eau, les ouvrières à l'extérieur et la reine à l'intérieur. Lorsque la boule atteint un arbre ou quelque autre objet résistant et statique, les fourmis essaiment sur ce support et y attendent que le niveau de l'eau régresse. Pour résister à la sécheresse, la structure des nids comporte un réseau de galeries souterraines de ravitaillement qui s'étend vers le bas jusqu'à la nappe phréatique. En outre, elles n'hibernent pas et résistent au froid jusqu'à −10 °C environ.

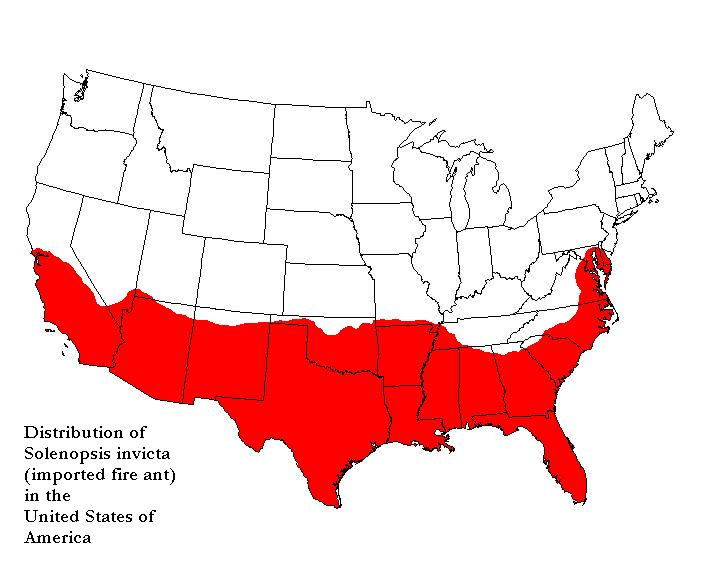
Distribution en septembre 2006 de la fourmi de feu aux États-Unis.

En 2008 aux États-Unis, les humains sont en mesure de contrôler les fourmis de feu, mais pas de les éradiquer.
De nombreux produits sont disponibles pour détruire les colonies de fourmis dès qu'elles apparaissent, fourmilière par fourmilière. Mais il est indispensable d'atteindre et de tuer la reine (ou les reines) 
 qui peut se trouver jusqu'à deux mètres en profondeur dans le sol.
Sinon, la reine peut simplement se déplacer non loin et reconstituer rapidement la colonie.
L'introduction des fourmis de feu pose au XXIe siècle un problème agricole et urbain dans tout le sud-est des États-Unis. Elles provoquent de plus en plus de dommages économiques et environnementaux, voire sanitaires.
Le 22 février 2001, on a découvert une irruption de fourmis de feu dans le Queensland. Certains scientifiques et de nombreux marins pensent que les fourmis se trouvaient dans des conteneurs arrivés dans le port de Brisbane en provenance des États-Unis. Certains témoignages laissent penser que ces fourmis étaient présentes en Australie six à huit ans avant leur identification officielle.
Alors que l'irruption constatée ne concerne qu'une région limitée du sud-est du Queensland près de Brisbane, les risques sur les plans social, économique et environnemental ont poussé le gouvernement australien à réagir très rapidement. La première réponse d'urgence fut suivie par la création du « Centre de contrôle des fourmis de feu » en septembre 2001. Un programme d'éradication étalé sur six ans, subventionné conjointement par l'État et les autorités fédérales à hauteur de 175 millions de dollars australiens, mobilise plus de 600 personnes et doit permettre une vaste campagne de traitements, renouvelés 8 à 12 fois, sur une surface d'environ 680 km2, suivie d'une période de surveillance de deux ans. Après quatre années de cette campagne d'éradication, le Centre de contrôle des fourmis de feu évalue à plus de 99 % le taux d'éradication dans les zones précédemment infestées.

## Structure anatomique
Comme toutes les fourmis, les fourmis de feu ont un corps à symétrie bilatérale parfaite, organisé sur un exosquelette rigide : leur corps ne contient ni os ni tissus de soutien internes, mais seulement un tégument coriace pour assurer soutien et protection. Elles respirent par des trachées.
Le corps se compose de trois parties principales : la tête, le thorax et l'abdomen. Elles ont trois paires de pattes et une paire d'antennes attachée à la tête. Comme toutes les fourmis, les ouvrières et les soldats sont des femelles stériles. La reine assure la ponte de milliers d'œufs. Le nombre de mâles est très faible car un seul d'entre eux suffit à assurer l'ensemble du processus de reproduction.
Les fourmis de feu ne mordent pas. Elles se servent de leurs mandibules pour s'accrocher et, comme les abeilles, les guêpes et les bourdons, elles injectent leur venin à l'aide d'un dard situé à l'extrémité de l'abdomen. Bien accrochées à leur victime grâce à leurs fortes mandibules, elles peuvent piquer plusieurs fois de suite.

## Cycle de vie
Le cycle de vie démarre quand la reine s'accouple avec un mâle.
Les mâles et les reines vierges sont ailés, ce qui permet à la colonie de se disperser. Les insectes sexués (ou ailés) s'envolent, parfois jusqu'à 30 mètres de haut, formant un grand nuage, et s'accouplent en vol. Après avoir inséminé les femelles de leur sperme, les mâles meurent. Les femelles partent alors à la recherche d'un lieu propice pour créer le nid, perdent leurs ailes et commencent à pondre.

En attendant que la première génération d'ouvrières, appelées minums, soit capable de subvenir à sa nourriture, la reine survit en puisant dans ses réserves internes de graisse et dans l'énergie venant de la destruction de ses muscles de vol désormais inutiles.

Le premier groupe d'environ une dizaine d'œufs met 11 jours approximativement pour éclore. Il faut environ 20 jours supplémentaires pour que les larves deviennent des ouvrières.

Les premières ouvrières sont très petites. Leur taille et leur nombre augmentent progressivement, au fur et à mesure que la reine est mieux nourrie.

## Expansion
Depuis leur introduction en Amérique du Nord dans les années 1930, les fourmis de feu se sont reproduites de manière exponentielle.
Elles édifient des tumulus, dont la taille n'excède guère 45 cm en diamètre et en hauteur, sur le sol, près des habitations et d'autres bâtiments, et parfois à l'intérieur à la recherche de nourriture et d'humidité.
Elles sont une nuisance et peuvent constituer une menace pour des personnes endormies ou alitées, ainsi que pour les petits animaux de compagnie. À l'occasion, elles se nourrissent aux dépens des plantes potagères dans les jardins familiaux.
Les plus graves dommages se produisent en général pendant les périodes de temps sec et chaud quand elles envahissent les plates-bandes de fleurs cherchant chaleur et humidité. Lorsqu'elles sont dérangées, les fourmis de feu mordent et piquent les intrus. Le dard de cette fourmi a un venin contenant un alcaloïde nécrosant qui provoque à la fois une douleur et la formation de pustules blanches qui apparaissent le lendemain de la piqûre.
Ces fourmis ont été très étudiées à cause des dommages qu'elles peuvent provoquer dans les fermes, les bâtiments, et des atteintes physiques qu'elles infligent aux animaux, voire aux personnes. Elles sont extrêmement agressives et sont capables d'injecter leur venin en grand nombre en même temps.
Elles sont attirées par les champs électriques et rampent dans les unités de climatisation et le câblage des feux de signalisation, les mettant en court-circuit. C'est la première cause de pannes de ces feux au Texas.
Les fourmis de feu sont d'excellents prédateurs naturels de nombreux ravageurs des cultures tels que la pyrale de la canne à sucre, la punaise puante du riz, le forficule du sable, les pucerons, le charançon du coton, l'arpenteuse du soja, le ver du cotonnier, la mouche des cornes et beaucoup d'autres ennemis des cultures et de l'élevage. Elles tuent aussi des espèces utiles, des pollinisateurs tels que les espèces d'abeilles nichant au sol. Leur régime alimentaire comprend aussi graines, fruits, feuilles, racines, écorces, nectar, sève, champignons et nécrophores. Elles sont suffisamment efficaces dans leur domination des intrus pour nettoyer toute une région de ses invertébrés, lézards et oiseaux nicheurs.
Depuis septembre 2004, Taïwan est fortement infestée par les fourmis de feu. Ces fourmis sont de couleur orange ou rouge, cependant il ne faut pas généraliser, une fourmi de couleur rouge ne pique pas forcément. Quelques personnes auraient succombé à leur venin. Une vaste campagne a été engagée pour les éliminer mais n'a pas réussi à les éradiquer.
Une polémique a éclaté en Chine en janvier 2005 lorsqu'il est apparu que le gouvernement provincial de Guangdong avait occulté toute information sur l'expansion des fourmis de feu dans la province depuis la mi-2004. Les journaux de Hong Kong, notamment Appledaily, Mingpao, le Hong Kong Economic Times, Singtao et Takungpao (ce dernier étant financé par le gouvernement chinois), ont tous signalé que les fourmis avaient été découvertes à Shenzhen et à Wuchuan, deux localités de la province de Guangdong.
Selon les communiqués de presse du ministère de l'agriculture, de la pêche et de la conserverie de Hong Kong, les autorités municipales ont également repéré plusieurs fourmilières de Solenopsis invicta dans un marais artificiel du secteur Nord-Ouest de Hong Kong.
On a également signalé des fourmilières dans le métro de Manille et dans la province de Cavite aux Philippines depuis juillet 2005,

## Moyens de lutte

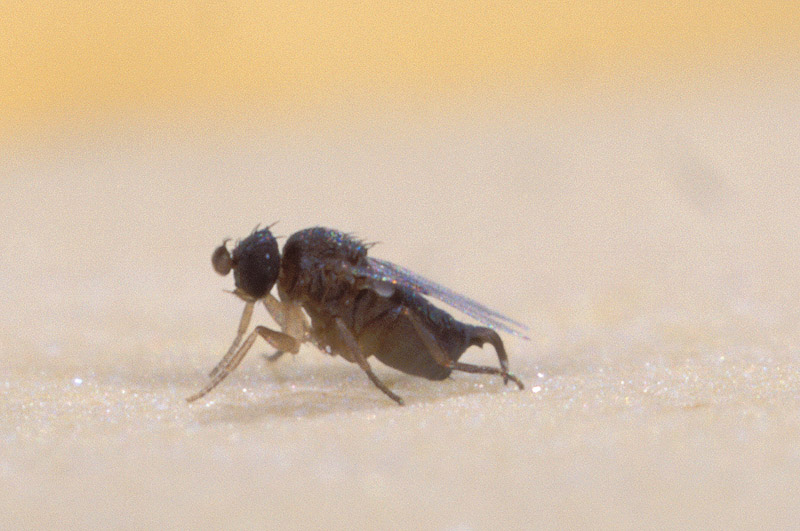
Mouche phoride

Les fourmis de feu n'ont en pratique aucun ennemi naturel aux États-Unis, en Chine, aux Philippines ou en Australie. Beaucoup de scientifiques et d'institutions font des recherches pour mettre au point des méthodes pour enrayer leur expansion.
La lutte contre ces fourmis envahissantes s'est faite jusqu'ici à l'aide de produits insecticides, mais les recherches en cours visent à introduire des ennemis naturels de ces insectes.
Le protozoaire à microspores Thelohania solenopsae et le champignon Beauveria bassiana sont des agents pathogènes prometteurs. Pseudacteon tricuspis et Pseudacteon curvatus sont des mouches phorides parasitoides d'Amérique du Sud. Les phorides, originaires de l'aire d'habitat naturel des fourmis de feu en Amérique du Sud, sont des parasites naturels de ces fourmis. Les mouches femelles pondent chacune un œuf à la jointure de la tête et du thorax de leurs victimes, déclenchant chez les fourmis une réaction en forme de danse évoquant le jerk. La larve consomme par la suite l'intérieur de la tête, décapitant la fourmi, et utilise dans la suite du processus l'exosquelette comme loge pour la pupe.
L'importance des dégâts causés par les phorides est minime, mais les fourmis paraissent perturbées par la présence des mouches tourbillonnantes, perdant leur organisation sociale et cessant de ravitailler la colonie, et subissent ainsi des dommages plus importants à terme. En outre, les phorides sont des parasites très spécifiques et devraient, en théorie, épargner les espèces de fourmis indigènes. Les phorides ont été introduites en plusieurs points du sud-est des États-Unis, elles se reproduisent et se diffusent lentement dans toute la zone infestée par les fourmis de feu.
Dans certains cas, les méthodes de lutte biologique adoptées à la hâte se sont révélées plus néfastes qu'utiles (la gambusie en Australie en est un exemple), et l'efficacité de la lutte biologique dans le cas de ces fourmis reste à vérifier. Une fourmi parasite, Solenopsis daguerri (Santschi), peut également envahir les colonies pour remplacer la reine dans l'espoir de prendre le contrôle de la colonie. Son utilisation comme moyen de lutte biologique est également en cours d'examen. Il y a aussi la simple introduction de tamanoirs.
Les chercheurs sont également en train d'évaluer l'effet de chocs thermiques, par exemple par injection d'azote liquide ou de vapeur sous pression dans les nids, pour exterminer ces fourmis.

## Taxonomie
Le nom valide complet (avec auteur) de ce taxon est Solenopsis invicta Buren, 1972.
Ce taxon porte en français le nom vernaculaire ou normalisé suivant : Fourmi de feu,.
Solenopsis invicta a pour synonyme :
- Solenopsis wagneri Santschi, 1916